# المناولة

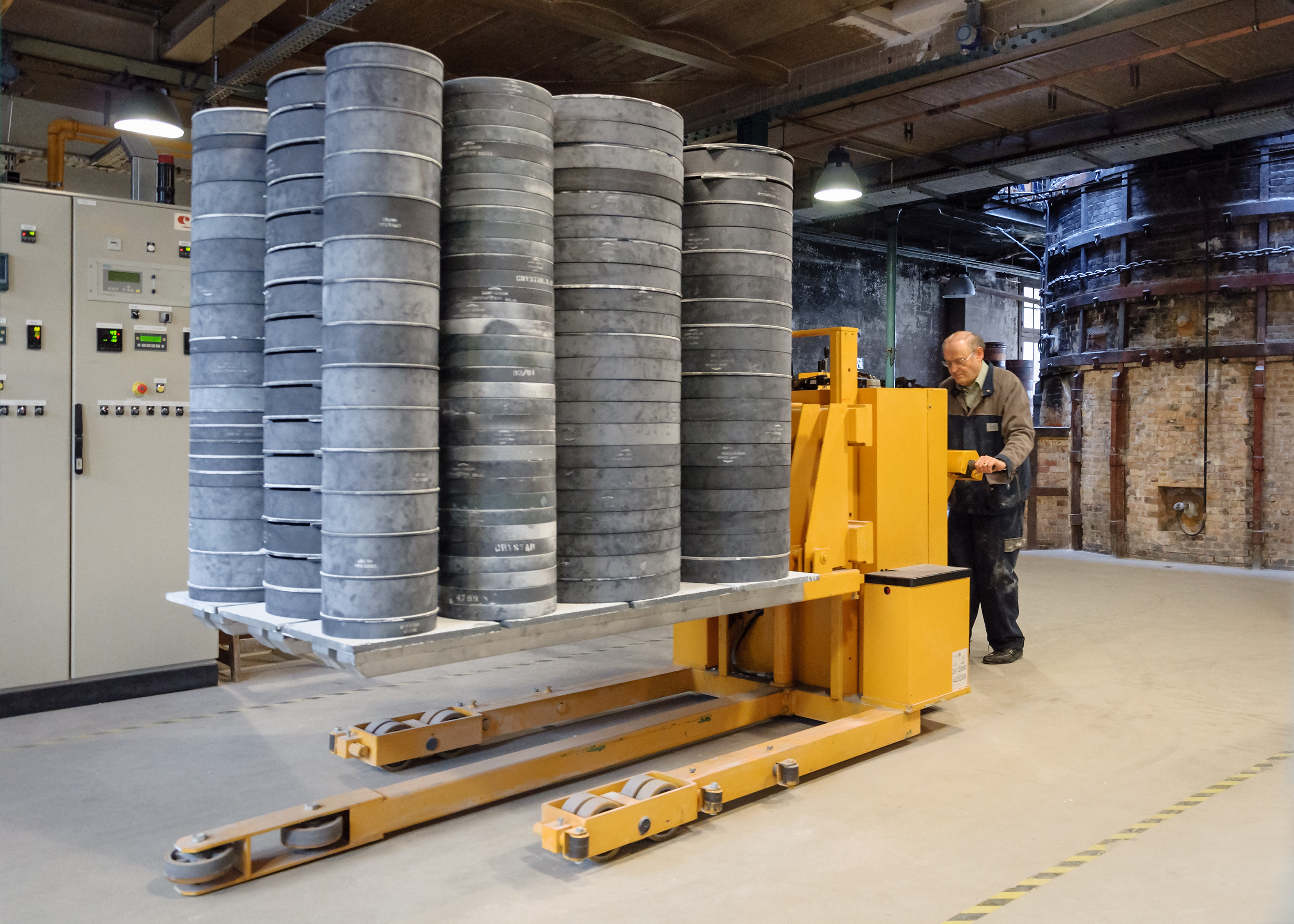
مناولة الصناديق في مصنع.

تشير المناولة إلى العملية التي يتم من خلالها نقل السلع أو الطرود أو الوثائق داخل مواقع الإنتاج أو التخزين مثل المستودعات، المصانع، المتاجر، أو المكاتب.
تتضمن هذه العملية مجموعة من الأنشطة المختلفة التي تهدف إلى تنظيم حركة المواد بطريقة فعالة وآمنة، بما في ذلك التحميل والتفريغ، والتخزين، والنقل الداخلي. المناولة تلعب دورًا حيويًا في سلسلة التوريد، حيث تساهم في تحسين تدفق العمل وتقليل الفاقد وتجنب التلف. نتحدث أيضًا عن الرفع وأحيانًا عن الرافعات لتعيين الأنشطة والمهن في هذا القطاع.